# Pinguicula lusitanica
Pinguicula lusitanica, és una petita planta carnívora, que creix en torberes àcides de zones costaneres d'Europa Occidental i fins al Marroc.
Fa rosetes de 3–5 centimetres (1.2–2.0 in) diàmetre. Produeix moltes llavors a partir de flors rosades petites amb forma tubular. S'autopol·linitza. És de fàcil cultiu però sense exposar-la al sol directe.
Menja petits insectes incloent, mosques de la fruita, formigues, arnes petites i mosquits.